# デ・ラ・ペンネ級駆逐艦
デ・ラ・ペンネ級駆逐艦（伊: Cacciatorpediniere classe de la penne）は、イタリア海軍のミサイル駆逐艦の艦級。

## 来歴
第二次世界大戦後のイタリア海軍は、1950-51年計画によってインペトゥオーソ級を建造し、駆逐艦の国産を再開した。以後の新造駆逐艦はいずれもターター・システム搭載のミサイル駆逐艦となり、まず1956-57年度および1958-59年度ではインペトゥオーソ級を元にしたインパヴィド級2隻が建造された。また1966-67年度では、ヘリコプター巡洋艦の護衛用として、インパヴィド級の拡大改良型であるアウダーチェ級2隻が建造された。
このように順次に艦艇の更新が図られていた一方で予算の制約は厳しく、新造艦の就役のために旧式艦多数の退役を余儀なくされるなど、海軍兵力整備は綱渡りの状況が続いていた。この状況を打開するため、1975年に総予算1兆リラ、10ヵ年計画の海軍法が成立し、質・量ともに充実が図られることとなった。このとき、既存のヘリコプター巡洋艦3隻に加えて軽空母1隻（後の「ジュゼッペ・ガリバルディ）を建造し、これらのヘリコプター巡洋艦または軽空母1隻を基幹とした2個外洋作戦部隊を編成して、それぞれにミサイル駆逐艦を2隻ずつ配することが構想された。この構想に伴い、インパヴィド級を代替する「スーパー・アウダーチェ級」2隻が1984-85年度計画に盛り込まれた。これが本級である。

## 設計
船型はアウダーチェ級と同様の平甲板型とされた。ただしフォークランド紛争の戦訓から、設計にあたっては抗堪性が相応に重視されることとなった。マストと煙突に軽合金を使用した以外は、上部構造物・船体ともに高張力鋼（耐力52kgf/mm2）としており、枢要区画には、ケブラー系のMIREXによる装甲も施されている。また消火装置の能力強化など、ダメージコントロール能力の向上も図られた。更にレーダー反射断面積（RCS）や赤外線輻射の低減が図られたほか、水中放射雑音のためプレーリー・マスカーも装備されるなど、ステルス性の向上も志向されている。
主機はルポ級以来のCODOG方式が踏襲され、マエストラーレ級と同構成となった。巡航機はフィンカンティエリ系列のグランディ・モトーリ・トリエステ（GMT; 現バルチラ・イタリア）社製のBL-230-20-DVMディーゼルエンジン、高速機はフィアット社のライセンス生産によるゼネラル・エレクトリック LM2500ガスタービンエンジンである。ただし船体の大型化に対応し、LM2500ガスタービンエンジンの出力は25,000馬力から1割増強した27,500馬力としたほか、ディーゼルエンジンも長ストローク型となった。なおルポ級・マエストラーレ級ともに機関部はパラレル配置であったが、本級ではシフト配置に変更されたものとみられている。
なお減揺装置として、フィンスタビライザー2組が設置された。

## 装備

### C4ISR

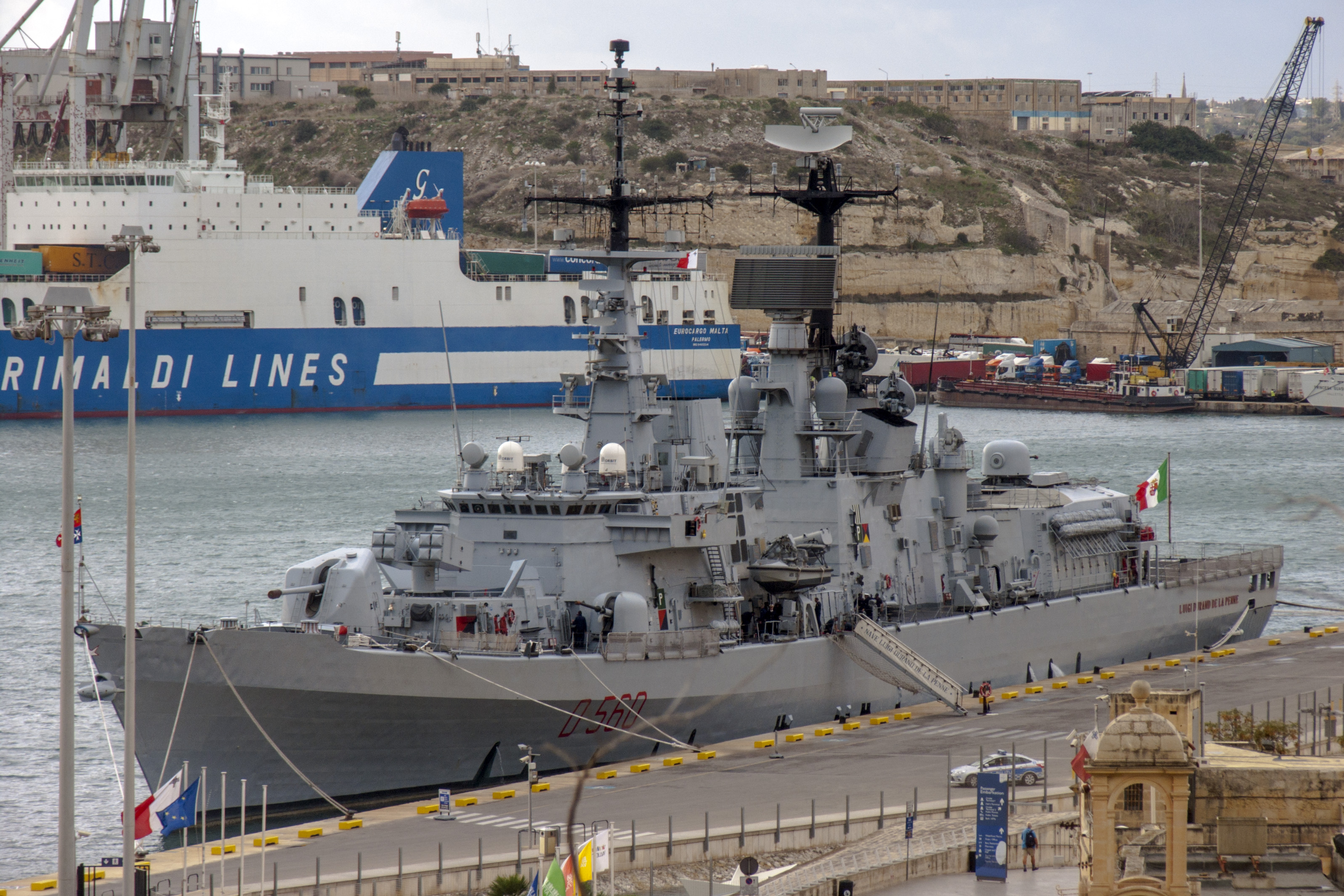
近代化改修後のデ・ラ・ペンネ。後部マスト上の3次元レーダーがRAN-40Lに換装されたほか、艦橋上のRAN-3L 2次元レーダーの大型パラボラアンテナが撤去された。

戦術情報処理装置としてはSADOC-2（IPN-20）を搭載した。これはCDG-3032電子計算機2基とワークステーション10基から構成されている。なおSADOC-2はインパヴィド級駆逐艦の1975年の改修の際に初搭載され、ルポ級・マエストラーレ級でも搭載されたのち、1989年の改修でアウダーチェ級に発展型が搭載されているが、本級の搭載機は更に強化されている。また2005年には2番艦、2011年には1番艦を対象として近代化改修が行われ、戦術情報処理装置の機能強化が図られたほか、後述のように電子機器が全般に更新強化されている。
レーダーとしては、アメリカ製のAN/SPS-52C 3次元レーダーのほか、早期警戒用としてMM/SPS-768（RAN-3L）、目標捕捉用としてMM/SPS-774（RAN-10S）が搭載された。また前述の近代化改修の際にRAN-3Lは撤去され、AN/SPS-52CはMM/SPS-798（RAN-40L）に、RAN-10SはMM/SPS-794（RAN-21S）に換装された。

### 武器システム
防空艦として最重要の武器システムがターター-D・システムである。本級の就役時期、国外ではイージスシステムなどの先進的な武器システムが就役しはじめていたことから、アウダーチェ級と同様の本システムを搭載したことによって批判に曝されることとなった。特に、在来型の旋回式発射機であるMk.13 GMLSの採用については、Mk.41などVLSに換装すべきであるという主張が、海軍部内からもなされていた。しかしこれには、本級の原計画は1970年代のものであり、性能向上と引き換えのこれ以上の遅延は政治的に許容できなかったことから、漸進的な改良に留められたという経緯があった。
近距離用としては、従来のダルドを発展させたダルド-E（NA-30）武器管制システムを搭載し、MM/SPG-76（RTN-30X）火器管制レーダーと連動させて、アルバトロス個艦防空ミサイルと54口径127mm単装速射砲（127mmコンパット砲）、62口径76mm単装速射砲（76mmコンパクト砲）を管制する。なお127mmコンパット砲は、アウダーチェ級の改修の際に撤去された52番砲の再利用である。
対艦兵器としてはテセオMk.2艦対艦ミサイルの連装発射筒を2基ないし4基搭載する。また2004年にはミラス対潜ミサイルの運用能力が付与された。搭載する場合はテセオ艦対艦ミサイルの一部をこちらに換装するかたちとなる。
格納庫は長さ18.5メートル、ヘリコプター2機を収容できる。ヘリコプター甲板は24.0×13.0メートルで、イタリア海軍としては初めて着艦拘束・機体移送装置を設置した。通常の艦載機はアグスタ-ベル 212ASW哨戒ヘリコプターだが、大型のシーキングやマーリンにも対応できる。

## 同型艦
当初は「アニモーソ」と「アルディメントーソ」と命名される予定であったが、進水後の1992年6月10日、イタリア海軍の英雄に因んだ名前に変更され、それぞれ「ルイージ・ドゥランド・デ・ラ・ペンネ」、「フランチェスコ・ミンベッリ」と改名されて、1993年に就役した。
| 艦番号 | 艦名                                                          | 旧名                           | 起工            | 進水            | 就役            | 退役           |
| ------ | ------------------------------------------------------------- | ------------------------------ | --------------- | --------------- | --------------- | -------------- |
| D 560  | ルイージ・ドゥランド・デ・ラ・ペンネ Luigi Durand de la Penne | アニモーソ Animoso             | 1988年 1月20日  | 1989年 10月20日 | 1993年 3月18日  | 2024年 10月1日 |
| D 561  | フランチェスコ・ミンベッリ Francesco Mimbelli                 | アルディメントーソ Ardimentoso | 1989年 11月15日 | 1991年 4月13日  | 1993年 10月18日 |                |